# Franc togolais
Pour les articles homonymes, voir franc.
Le franc est l'ancienne unité monétaire du Togo français, de 1926 à 1956, remplacé par le franc CFA.

## Histoire monétaire
À partir de 1886, l'Empire allemand administre le Togoland et institue le mark-or comme seule unité de compte. Aucune émission spécifique n'est produite. L'entrée en guerre en août 1914, place cette colonie allemande au centre d'un conflit, avec les deux autres puissances coloniales, la France et l'Empire britannique. La première occupe la partie située à l'est, qui prend le nom de Togo français à partir de 1916, la partie située à l'ouest prend elle le nom de Togoland britannique où va circuler la livre de l'Afrique occidentale britannique (rattachée plus tard au Ghana). En 1922, de rares émissions locales de billets de nécessité ont lieu dans la partie placée officiellement sous mandat français en 1919, produites par des sociétés commerciales privées allemandes. Le Togo français prend le franc français et le franc de l'Afrique-Occidentale française comme monnaie de référence. À partir de 1924, sont frappées suivant un type conçu par Henri-Auguste Patey, trois pièces de monnaie en aluminium-bronze pour des valeurs de 50 centimes, 1 et 2 francs. Ces monnaies vont circuler conjointement à partir de 1945 avec les premières émissions en franc CFA. En 1948, sous l'égide de l'Union française, deux nouvelles monnaies sont frappées au nom du « Territoire du Togo », pour des valeurs de 1 et 2 francs en aluminium ; en 1956, une pièce de 5 francs est frappée en aluminium-bronze. En 1957, les pièces de monnaie de 10 et 25 francs CFA portent le nom de « Togo » à côté de la mention « Afrique-Occidentale française ». Il n'existe aucune émission spécifique de billets de banque au nom du Togo français. Le franc CFA, qui signifie alors « franc des colonies françaises d'Afrique », est émis par la caisse centrale de la France d'outre-mer. La parité est fixée à 1,7 franc métropolitain pour 1 franc CFA ou togolais. Cet écart en faveur des pays africains s'explique par le déficit des finances publiques françaises au sortir de la guerre. En 1948, cette parité est établie à 2 francs français. En 1960, est fondé le franc CFA (UEMOA) qui englobe le Togo indépendant, la parité est fixée à 1 nouveau franc français pour 50 FCFA,,.